# Leopold Verschueren
Leopold Verschueren, né le 26 septembre 1914 à Iteghem, section de la ville de Heist-op-den-Berg et mort le 4 février 1993 dans la même ville, est un coureur cycliste belge, professionnel de 1942 à 1953.

## Palmarès
- 1938
  - Circuit de la Meuse
  - 3e du Tour des Flandres des indépendants
- 1943
  - 3e du Prix national de clôture
- 1945
  - 2e du Tour du Limbourg
- 1947
  - 2e du Circuit des régions flamandes des indépendants
- 1948
  - 3e du Tour du Limbourg
- 1949
  - 3e de Kampenhout-Charleroi-Kampenhout
- 1950
  - 3e de la Flèche halloise